# Sūfī Kānūn
Sūfī Kānūn (persiska: صوفی كانون, صوفی كانی, سوفی کانون, Şūfī Kānī) är en ort i Iran.   Den ligger i provinsen Västazarbaijan, i den nordvästra delen av landet, 600 km väster om huvudstaden Teheran. Sūfī Kānūn ligger 1 756 meter över havet och antalet invånare är 132.
Terrängen runt Sūfī Kānūn är lite bergig. Runt Sūfī Kānūn är det ganska tätbefolkat, med 185 invånare per kvadratkilometer. Närmaste större samhälle är Neychālān, 7,4 km söder om Sūfī Kānūn. Trakten runt Sūfī Kānūn består i huvudsak av gräsmarker.